# Parowa (Węgorzewo)
Parowa (deutsch Birkental) ist ein kleiner Ort in der polnischen Woiwodschaft Ermland-Masuren, der zur Stadt- und Landgemeinde Węgorzewo (Angerburg) im Powiat Węgorzewski (Kreis Angerburg) gehört.

## Geographische Lage
Parowa liegt im Nordosten der Woiwodschaft Ermland-Masuren westlich der polnischen Landesstraße DK 63 (frühere deutsche Reichsstraße 131). An der östlichen Ortsgrenze verläuft die einstige Trasse der Bahnstrecke Königsberg–Angerburg, die nicht mehr in Betrieb ist. Die Kreisstadt Węgorzewo (Angerburg) ist neuen Kilometer in südöstlicher Richtung entfernt.

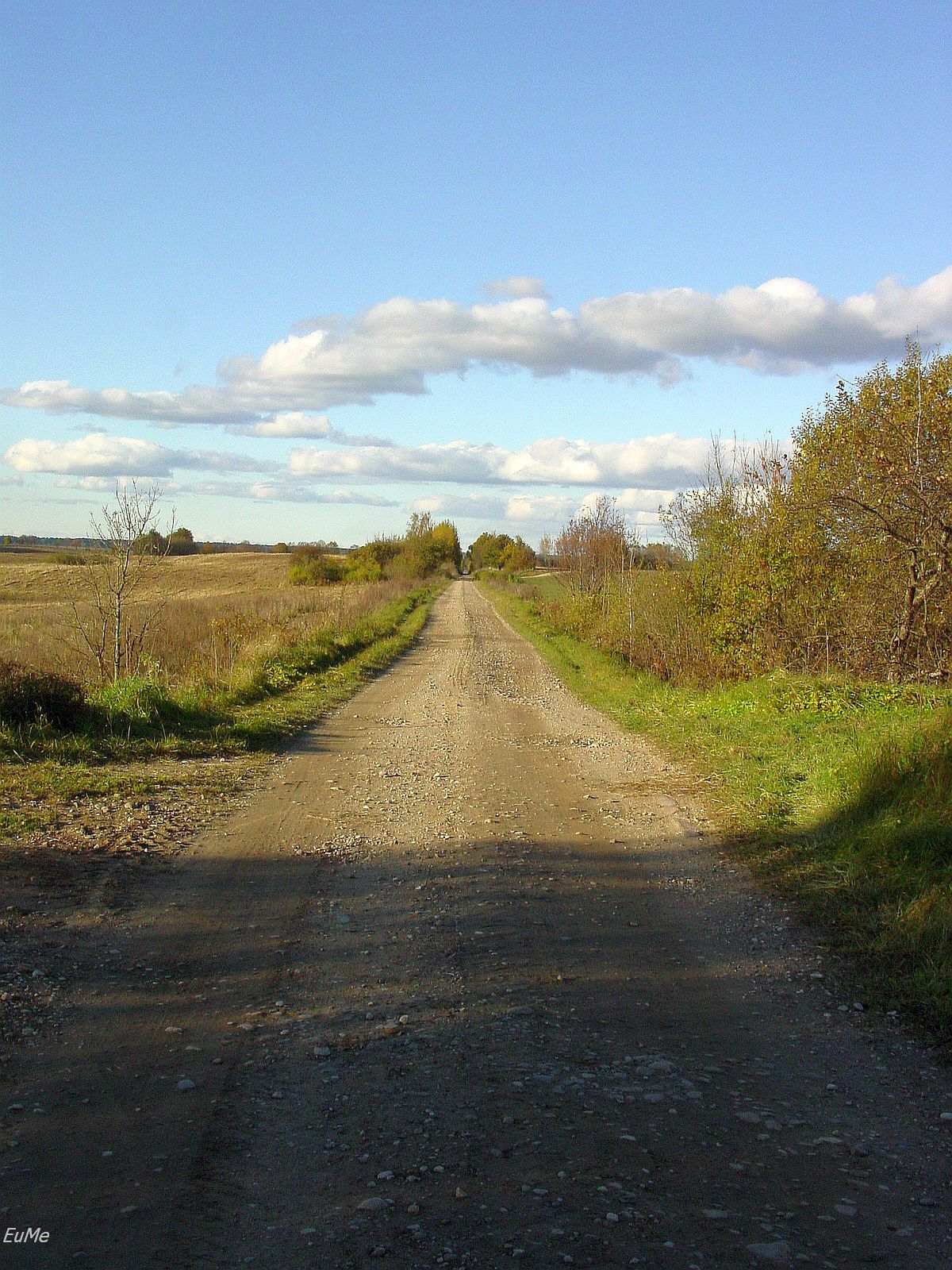
Landweg in Parowa

## Geschichte
Das frühere Birkental hieß bis zum 17. März 1886 Abbau Preuß. Bestehend aus einem großen Hof war der Ort Teil der Gemeinde Brosowen (1938 bis 1945 Hartenstein (Ostpr.), polnisch Brzozowo) und gehörte somit zum gleichnamigen Amtsbezirk – 1939 in „Amtsbezirk Perlswalde“ umbenannt – im Kreis Angerburg im Regierungsbezirk Gumbinnen der preußischen Provinz Ostpreußen.
Im Jahr 1945 kam Birkental in Kriegsfolge mit dem gesamten südlichen Ostpreußen zu Polen und trägt jetzt die polnische Bezeichnung „Parowa“. Der kleine Ort ist Sitz eines Schulzenamtes (polnisch Sołectwo) und mit seinen derzeit 32 Einwohnern eine Ortschaft im Verbund der Stadt- und Landgemeinde Węgorzewo im Powiat Węgorzewski, vor 1998 der Woiwodschaft Suwałki, seither der Woiwodschaft Ermland-Masuren zugehörig.

## Religionen
Birkental war bis 1945 in die evangelische Kirche Engelstein in der Kirchenprovinz Ostpreußen der Kirche der Altpreußischen Union und in die katholische Kirche Zum Guten Hirten in Angerburg im Bistum Ermland eingepfarrt.
Heute gehört Parowa zur katholischen Pfarrei St. Josef in Węgielsztyn (Engelstein) im Bistum Ełk (Lyck) der Römisch-katholischen Kirche in Polen bzw. ist Teil der evangelischen Kirchengemeinde in Węgorzewo (Angerburg), einer Filialgemeinde der Pfarrei in Giżycko (Lötzen) in der Diözese Masuren der Evangelisch-Augsburgischen Kirche in Polen.

## Verkehr
Parowa liegt südlich einer Nebenstraße, die Perły (Perlswalde) an der Landesstraße DK 63 mit Biedaszki (Biedaschken, 1938 bis 1945 Wieskoppen) verbindet.
Eine Bahnanbindung über Perły als Bahnstation existiert nicht mehr, seitdem die Bahnstrecke Königsberg–Angerburg nach dem Krieg nicht mehr in Betrieb genommen wurde.